# تپه شیخ سمان
تپه شیخ سمان مربوط به هزاره اول قبل از میلاد است و در شهرستان پیرانشهر، بخش مرکزی، دهستان پیران، روستای کهنه لاجان واقع شده و این اثر در تاریخ ۲۵ آبان ۱۳۸۷ با شمارهٔ ثبت ۲۳۵۷۰ به‌عنوان یکی از آثار ملی ایران به ثبت رسیده است.